# Nový Dvůr (okres Nymburk)
Nový Dvůr je obec v okrese Nymburk ve Středočeském kraji. Leží sedm kilometrů severovýchodně od Nymburku. Žije zde 71 obyvatel.

## Historie
První písemná zmínka o obci pochází z roku 1790.

## Obyvatelstvo
| Rok            | 1869 | 1880 | 1890 | 1900 | 1910 | 1921 | 1930 | 1950 | 1961 | 1970 | 1980 | 1991 | 2001 | 2011 | 2021 |
| -------------- | ---- | ---- | ---- | ---- | ---- | ---- | ---- | ---- | ---- | ---- | ---- | ---- | ---- | ---- | ---- |
| Počet obyvatel | 187  | 191  | 185  | 181  | 188  | 177  | 161  | 122  | 100  | 92   | 83   | 79   | 70   | 74   | 77   |
| Počet domů     | 26   | 28   | 33   | 33   | 40   | 44   | 47   | 46   | 41   | 36   | 30   | 35   | 40   | 43   | 42   |

## Obecní správa

### Územněsprávní začlenění
Dějiny územněsprávního začleňování zahrnují období od roku 1850 do současnosti. V chronologickém přehledu je uvedena územně administrativní příslušnost obce v roce, kdy ke změně došlo:
- 1850 země česká, kraj Jičín, politický i soudní okres Nymburk, obec Oskořínek[6]
- 1855 země česká, kraj Mladá Boleslav, soudní okres Nymburk, obec Oskořínek
- 1868 země česká, politický okres Poděbrady, soudní okres Nymburk, obec Oskořínek
- 1928 země česká, politický okres Poděbrady, soudní okres Nymburk[7]
- 1936 země česká, politický i soudní okres Nymburk[8]
- 1939 země česká, Oberlandrat Kolín, politický i soudní okres Nymburk[9]
- 1942 země česká, Oberlandrat Hradec Králové, politický i soudní okres Nymburk[10]
- 1945 země česká, správní i soudní okres Nymburk[11]
- 1949 Pražský kraj, okres Nymburk[12]
- 1960 Středočeský kraj, okres Nymburk
- k 1. lednu 1980 Středočeský kraj, okres Nymburk, obec Oskořínek[7]
- k 1. lednu 1992 Středočeský kraj, okres Nymburk[7]
- 2003 Středočeský kraj, okres Nymburk, obec s rozšířenou působností Nymburk

### Obecní symboly
Znak a vlajka byly obci uděleny rozhodnutím předsedy Poslanecké sněmovny Parlamentu České republiky dne 25. listopadu 2003.

## Doprava
Dopravní síť
- Pozemní komunikace – Do obce vede silnice III. třídy.
- Železnice – Železniční trať ani stanice na území obce nejsou. Nejbližší železniční zastávkou je Oskořínek ve vzdálenosti dva kilometry ležící na trati 061 z Nymburka do Jičína.

Veřejná doprava 2025
- Autobusová doprava – v obci má zastávku linka 673 v trase Nymburk, hl. nádr. - Budiměřice - Chleby - Nový Dvůr - Oskořínek - Hrubý Jeseník, U Parku - Křinec, Sovenice - Křinec, škola

## Galerie

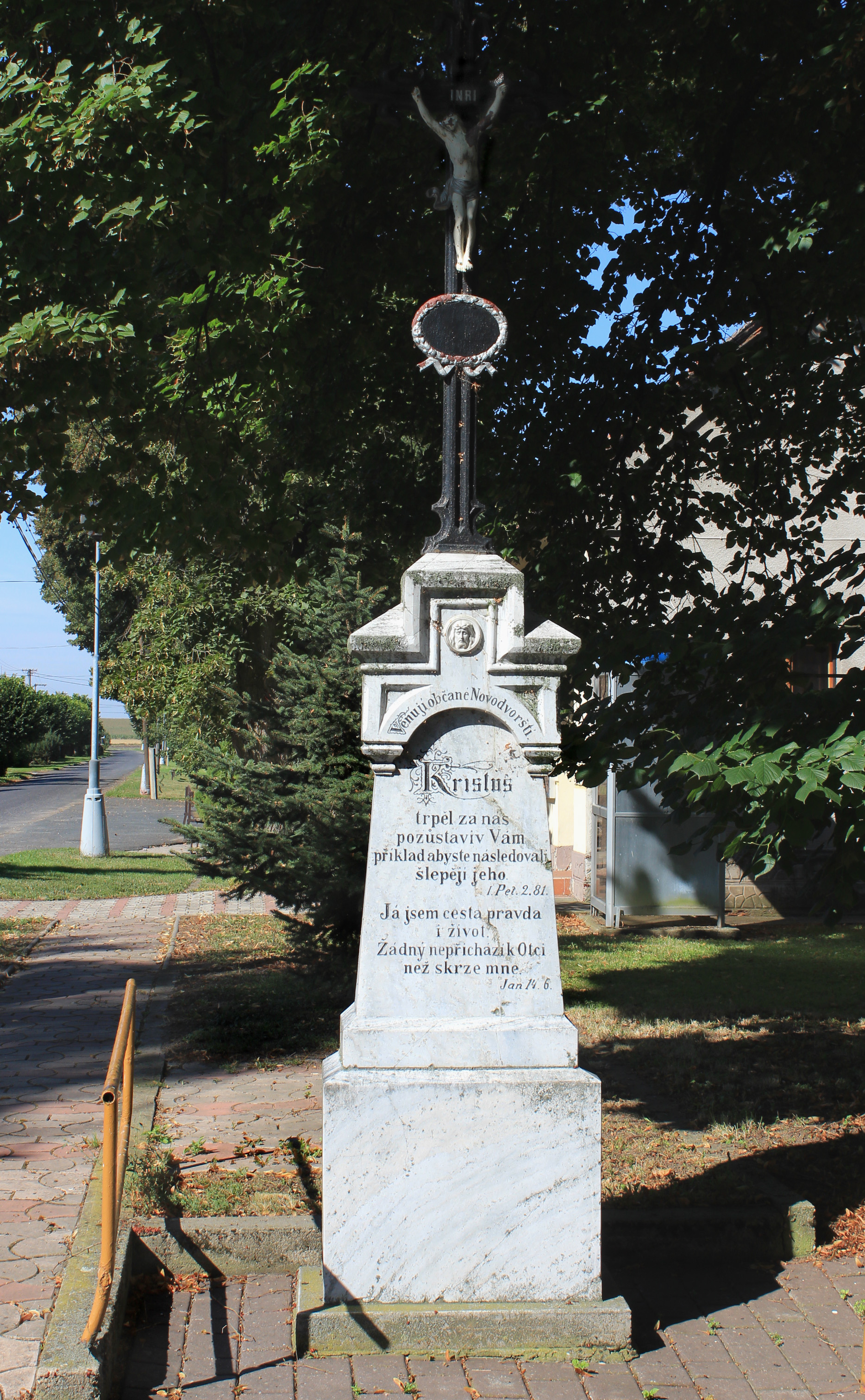
Křížek u křižovatky
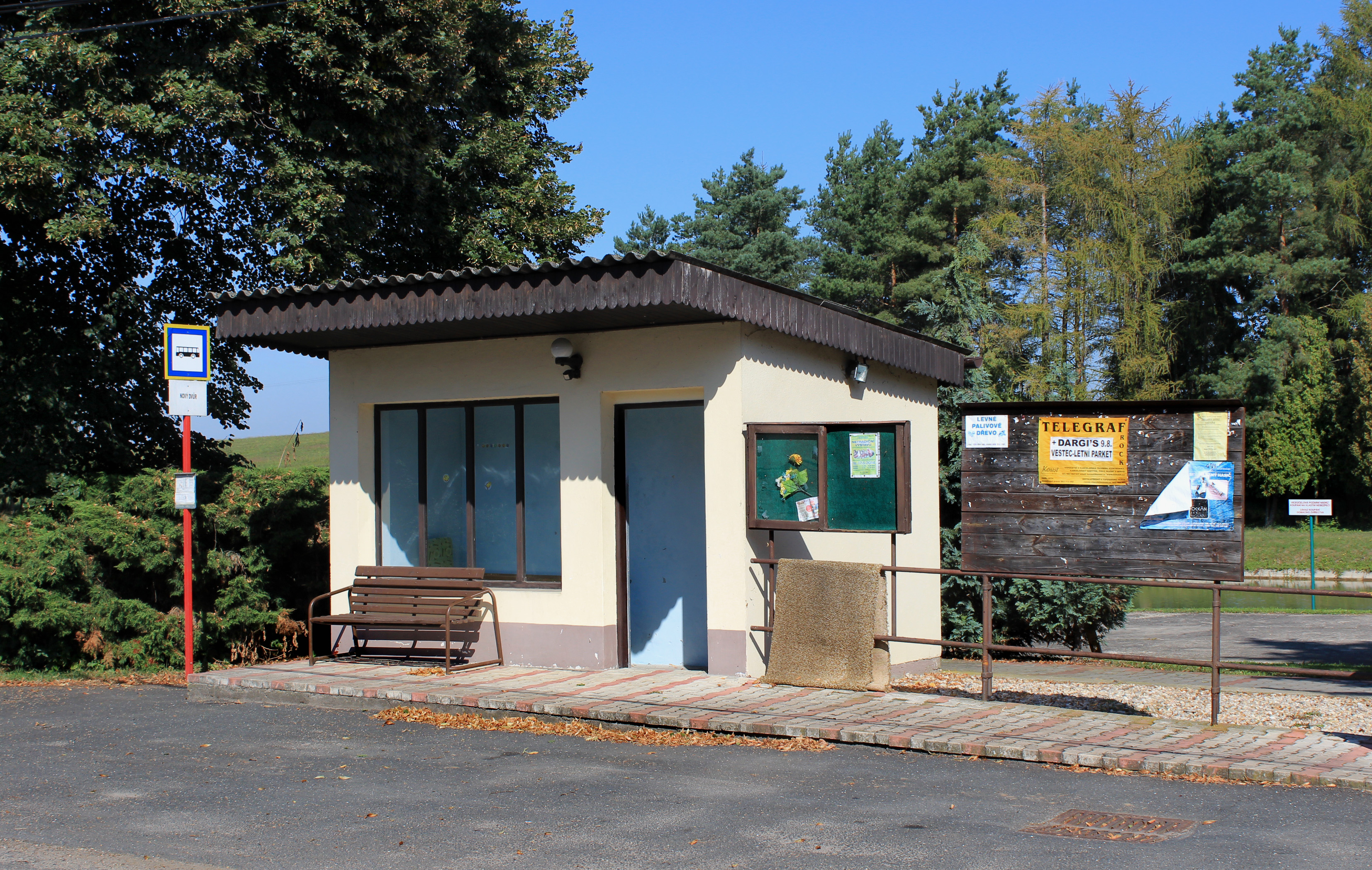
Zastávka pro 1 autobus denně
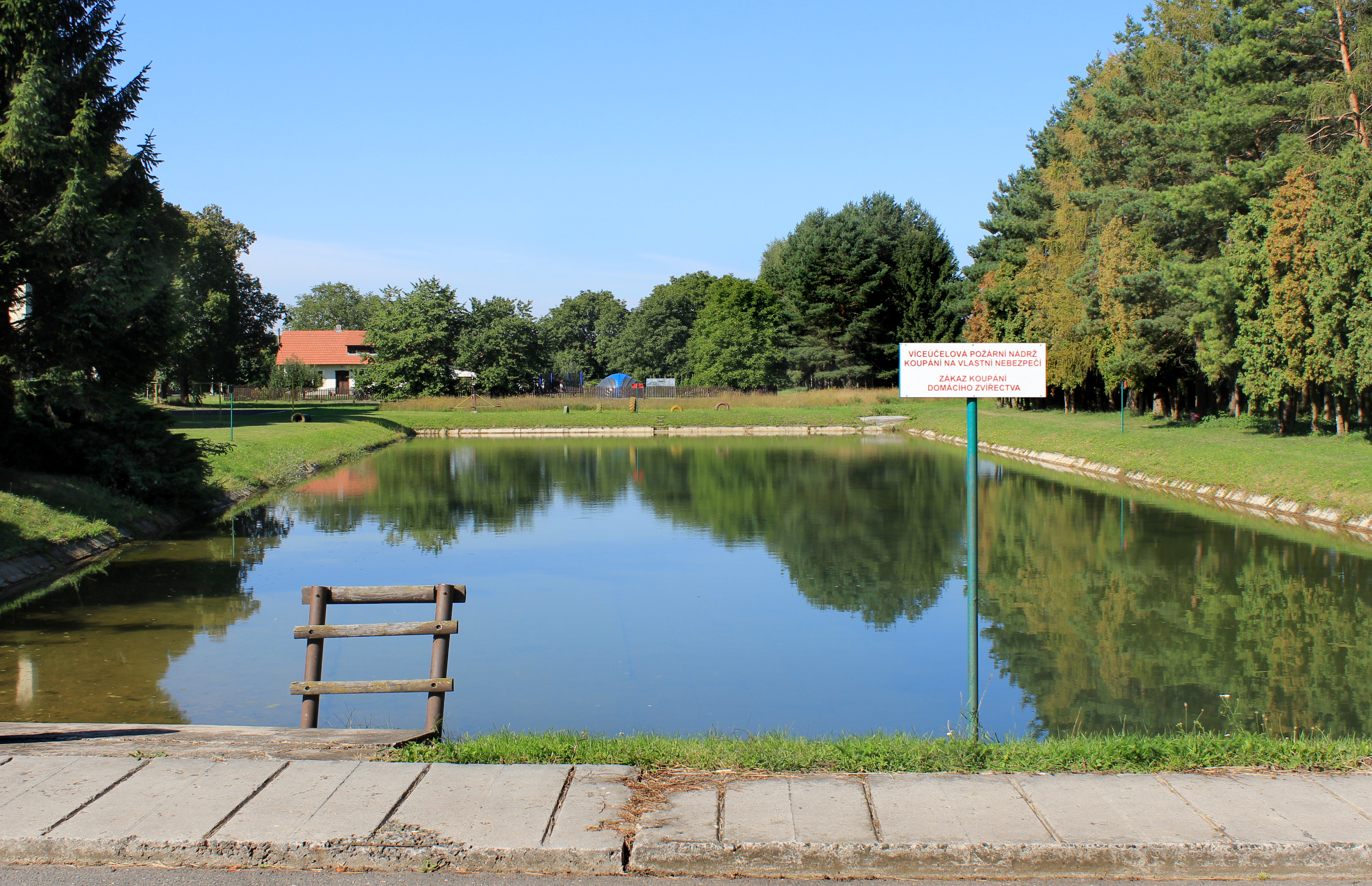
Koupaliště s koupáním na vlastní nebezpečí